# ポケットキューブ

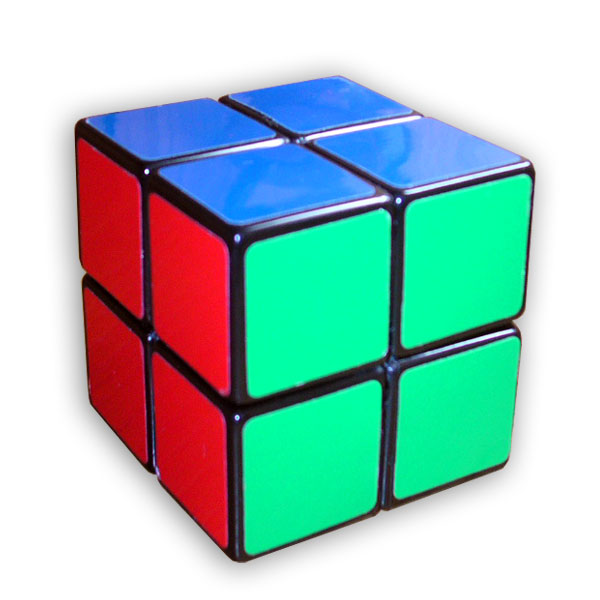
ポケットキューブ

ポケットキューブ (Pocket Cube) は、ルービックキューブの2×2×2版の立方体パズルである。本来はルービックキューブの派生ではなく、化学者のラリー・ニコルスが1957年に考案したもので、1972年に特許を取っている。正式にルービックキューブのブランドとして発売されたのは2002年であり、名称は当初ルービックの2×2キューブ、2018年以降はルービックキューブ2×2となっている。このキューブは、八つのコーナーキューブだけで構成されている。

## 組み合わせ

ポケットキューブを揃える様子

コーナーキューブの取り得る位置の順列が8!通り、コーナーキューブが独立に取り得る向きは37通り、空間に対するキューブの向きは24通りある。
よって考えられる組み合わせは：
{\displaystyle {\frac {8!\times 3^{7}}{24}}=7!\times 3^{6}=3674160}
コンピュータを使った力まかせ探索の結果、どのような状態からでも高々14手で揃えることができることがわかっている。連続する90°回転（180°回転）を1手と数えた場合は高々11手である。
| 手数 | 180°回転を | 180°回転を |
| 手数 | 1手        | 2手        |
| ---- | ---------- | ---------- |
| 0    | 1          | 1          |
| 1    | 9          | 6          |
| 2    | 54         | 27         |
| 3    | 321        | 120        |
| 4    | 1,847      | 534        |
| 5    | 9,992      | 2,256      |
| 6    | 50,136     | 8,969      |
| 7    | 227,536    | 33,058     |
| 8    | 870,072    | 114,149    |
| 9    | 1,887,748  | 360,508    |
| 10   | 623,800    | 930,588    |
| 11   | 2,644      | 1,350,852  |
| 12   | 0          | 782,536    |
| 13   | 0          | 90,280     |
| 14   | 0          | 276        |

## 解法
ルービックキューブに用いられる解法である「LBL法（Layer By Layer）」が使えるが、ポケットキューブ限定の解法である「Ortega method（オルテガメソッド）」や、「EG-1・EG-2メソッド」などを用いることで、より素早く、少ない手数で揃えることができる。

## 記録
詳細は「ルービックキューブの記録一覧」を参照

## 関連
- ルービックキューブ
- ルービックリベンジ
- プロフェッサーキューブ
- スキューブダイアモンド
- ピラミンクス
- メガミンクス
- ドジック